# Maksim Passar
Maksim Aleksándrovich Passar (en ruso: Макси́м Алекса́ндрович Пасса́р; 30 de agosto de 1923-22 de enero de 1943) fue un francotirador soviético que combatió durante la Segunda Guerra Mundial donde alcanzó el grado de sargento mayor. Décadas después de su muerte en combate, recibió póstumamente el título de Héroe de la Federación de Rusia en 2010 por matar a 237 soldados enemigos.

## Biografía

### Infancia y juventud
Maksím Passar nació el 30 de agosto de 1923, en la pequeña localidad rural de Nizhny Katar en el krai del Lejano Oriente (Unión Soviética), en el seno de una familia de cazadores de etnia hezhen. Cuando era niño, ayudaba a su padre a cazar animales de piel. Por lo que desarrollo una gran habilidad de puntería, incluida la capacidad de disparar ardillas en el ojo para poder usar la mayor cantidad de pelaje posible. También desarrolló la paciencia necesaria para permanecer quieto observando un objetivo en el frío invernal. En 1933, comenzó ha asistir a la escuela elemental en su aldea natal, soñaba con irse a Leningrado para continuar con su educación superior después de graduarse.

### Segunda Guerra Mundial
Tuvo que viajar sesenta kilómetros para llegar a la oficina de alistamiento militar de Troitsk en febrero de 1942 para unirse al Ejército Rojo y demostrar sus habilidades de puntería a los reclutadores, inicialmente fue destinado como servidor de mortero en el frente. Sin embargo, pronto se le permitió cambiar para convertirse en francotirador y se le envió a realizar un breve curso de entrenamiento de francotirador. Después fue integrado en el 117.º Regimiento de Fusileros de la  23.º División de Fusileros (primero integrado en el 21.º Ejército del Frente de Stalingrado y, posteriormente, en el 65.º Ejército del Frente del Don).
Su primer destino ya como soldado del Ejército Rojo fue en la Batalla de Stalingrado a partir de julio de 1942, donde se convirtió en uno de los mejores francotiradores. A principios de septiembre de 1942, se le atribuyó la eliminación de, al menos, cincuenta y seis combatientes enemigos, como francotirador adoptó una rutina diaria que consistía en acechar posibles objetivos en su trinchera desde el amanecer hasta el anochecer. Más tarde ese mismo mes, el 28 de septiembre, celebró su 100.º asesinato, anotando la fecha en su diario. En noviembre aumentó su cuenta a 152 muertes y, a pesar de ser herido en la batalla en diciembre, permaneció en la línea del frente, negandose a ser evacuado.
Las hazañas de Maksím Passar fueron ampliamente publicitadas por la propaganda soviética. Una vez, el jefe del Departamento Político, V. G Yegorov, informó al editor del periódico de su unidad para informarle del extraordinario desempeño de Passar. A partir de ese momento, sus historias fueron habituales en las páginas de los distintos periódicos de las unidades que luchaban en Stalingrado. Sus publicitadas acciones provocaron que cada vez más soldados se unieran a unidades especiales de francotiradores.
La foto de Passar y las descripciones de sus logros como francotirador aparecieron en varios números de periódicos en tiempos de guerra, incluidos el Pravda, Komsomólskaya Pravda y Krasnaya Armiya (el periódico oficial del Ejército Rojo). Tras la publicidad, el ejército alemán ofreció una recompensa de 100.000 marcos por su muerte. Además de sus deberes regulares de francotirador, también entrenó a otros francotiradores, tres de los cuales llegaron a contar más de 100 muertes cada uno antes de su muerte. El regimiento contaba con una unidad no oficial de francotiradores, comandada por el propio Passar que en total eliminaron más de 775 combatientes enemigos.

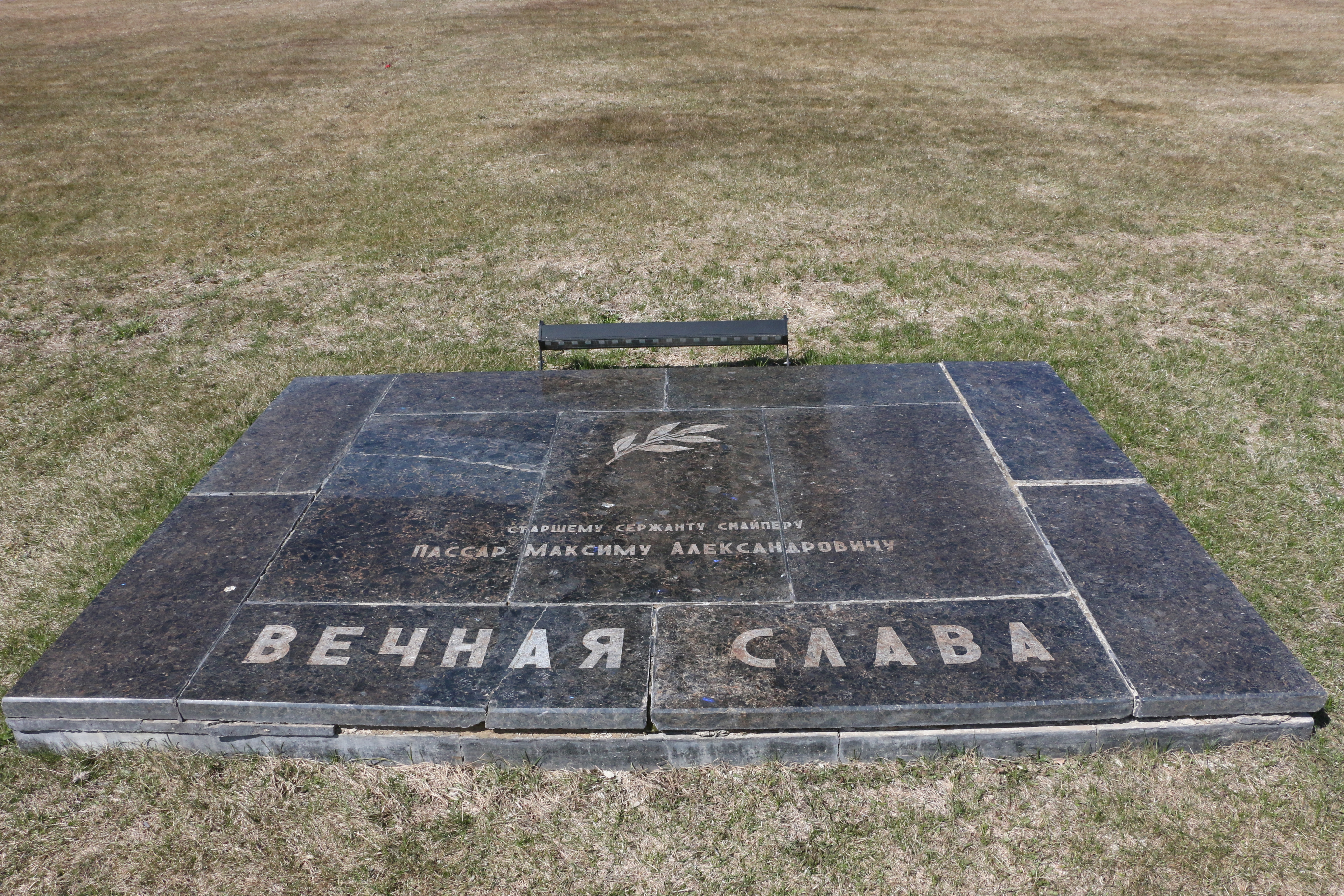
Lápida de la sepultura de Maksím Passar en la colina de Mamaev Kurgan en Volvogrado

Murió el 22 de enero de 1943, en combate, en la pequeña aldea de Peschanka, raión de Gorodishchensky (en el actual óblast de Volgogrado). Cuando el regimiento de Passar atacó las posiciones enemigas, fue sorprendido por un nutrido fuego de varias ametralladoras alemanas hábilmente escondidas, que causó graves pérdidas a las tropas soviéticas que avanzaban. El comandante del regimiento, inmediatamente, envió a Passar para que eliminara las ametralladoras ocultas, cosa que hizo mediante unos pocos disparos. Pero resultó herido de muerte en la acción. Su recuento en el momento de su muerte ascendía a 237 soldados y oficiales enemigos muertos. Fue enterrado en una fosa común en la Plaza de los Combatientes caídos del asentamiento de trabajadores de Gorodishche. Una placa conmemorativa con su nombre erigida en la tumba lo etiquetó erróneamente como Héroe de la Unión Soviética, a pesar de que su nominación para el título realizada en febrero de 1943 se redujo a la Orden de la Bandera Roja.
Por decreto del Presidente de la Federación de Rusia del 16 de febrero de 2010 «por el coraje y heroísmo demostrado en la Gran Guerra Patria de 1941-1945» el sargento mayor Maksím Passar recibió, póstumamente, el título de Héroe de la Federación de Rusia. Por deseo expreso de la familia de Passar, tanto la Medalla de Oro de Héroe de la Federación de Rusia como los documentos acreditativos de su concesión fueron donados al Museo Regional de Jabárovsk.

## Condecoraciones
Maksím Passar  recibió las siguientes condecoraciones:
- Héroe de la Federación de Rusia (16 de febrero de 2010, póstumamente)
- Orden de la Bandera Roja, dos veces (17 de octubre de 1942 y 23 de abril de 1943)